# Kuke (Lääneranna)
Koordinaten: 58° 40′ N, 23° 31′ O
Kuke (deutsch Kukke) ist ein Dorf (estnisch küla) in der Landgemeinde Lääneranna im Kreis Pärnu (bis 2017: Landgemeinde Hanila im Kreis Lääne) in Estland.

## Einwohnerschaft und Lage

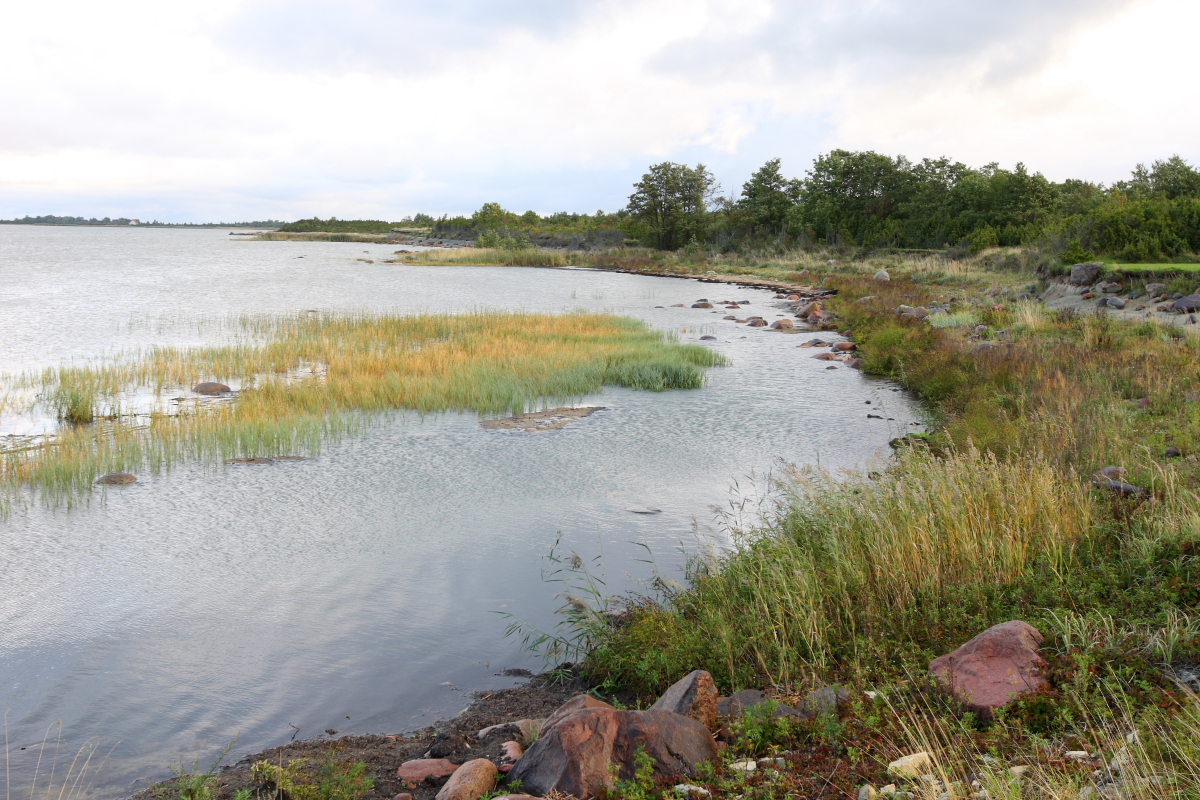
Ostseestrand bei Kuke

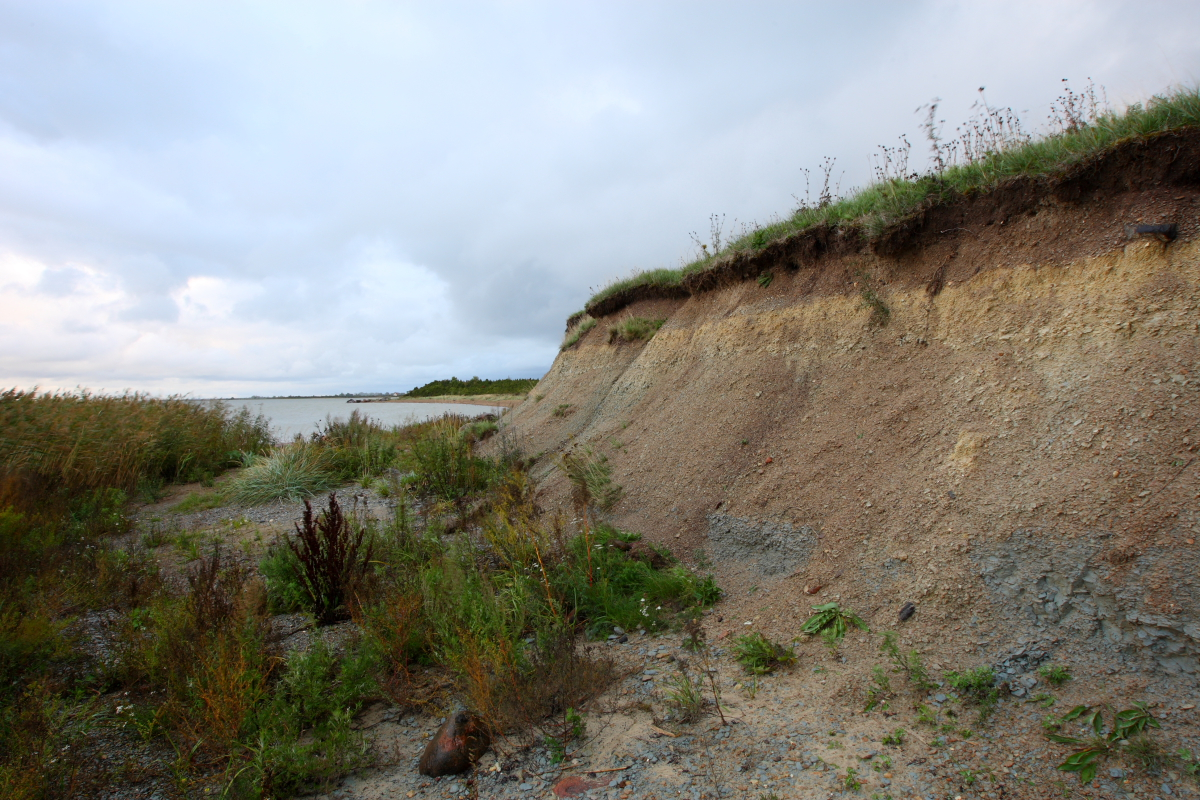
Der Klint Uisu pank

Der Ort hat sieben Einwohner (Stand 31. Dezember 2011). Er liegt nahe an der Ostseeküste, neun Kilometer nördlich des Hafens Virtsu.
Südwestlich des Dorfkerns liegt der bis zu 3,5 Meter hohe Klint Uisu pank.